# Invasión anglo-rusa de los Países Bajos
La invasión anglo-rusa de los Países Bajos, también conocida como campaña de Holanda, expedición anglo-ruso a Holanda y expedición a Helder, fue una campaña militar de la Segunda Coalición, alianza antinapoleónica en la que participaron múltiples países europeos, encabezados por el Archiducado de Austria y el Imperio ruso, para contener a la Revolución francesa. Duró del 27 de agosto al 19 de noviembre de 1799 y consistió en la invasión por parte de unidades británicas y rusas de la región de Holanda, en la República Bátava. La campaña tenía el doble objetivo de neutralizar la flota bátava y promover un levantamiento de los partidarios del exestatúder Guillermo V de Orange-Nassau contra el Gobierno de Batavia, favorable a los franceses. Un ejército franco-bátavo de fuerza equivalente al invasor hizo frente a la ofensiva.
Desde un punto de vista táctico, el conflicto fue favorable a los ejércitos anglo-rusos inicialmente, vencedores de la batalla de Callantsoog y de Zyp. Las siguientes batallas resultaron favorables a los franco-bátavos, que vencieron en un choque disputado cerca de Bergen pese a estar en inferioridad numérica, y lograron debilitar al enemigo al aprovechar el terreno incluso habiendo perdido la batalla de Alkmaar. La última batalla, la de Castricum, costó grandes pérdidas en ambos bandos, pero constituyó una victoria decisiva para el bando republicano. El jefe del Estado Mayor británico, Federico de York, conde del Úlster y duque de York y Albany, ordenó la retirada de sus tropas al lugar donde se había verificado el primer desembarco, en el extremo norte de la península. La convención de Alkmaar negociada el 18 de octubre con el general en jefe de las tropas franco-bátavas, el general Guillaume Brune, puso fin a las hostilidades y permitió a las tropas británicas y rusas evacuar la región sin impedimentos.

## Antecedentes

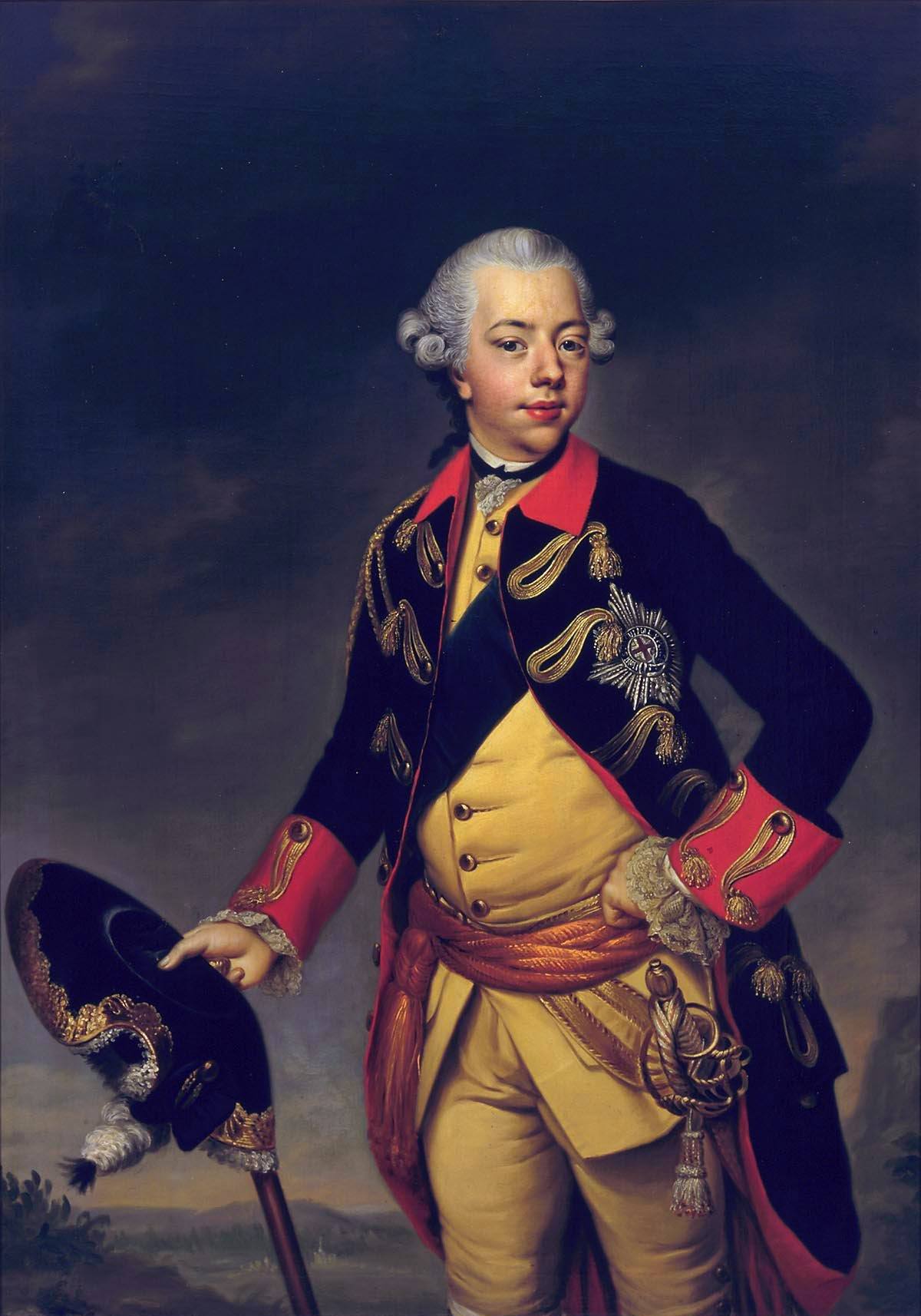
Guillermo V de Orange-Nassau, último estatúder de las Provincias Unidas; fue expulsado por la Revolución bátava y los franceses durante la campaña de Flandes

Las Provincias Unidas tomaron parte en la Primera Coalición que se rebeló contra la República Francesa surgida de la Revolución en 1792. En 1795, al final de su campaña en Flandes, las tropas del estatúder Guillermo V y sus aliados británicos y austriacos fueron derrotados por las tropas francesas dirigidas por el general Jean-Charles Pichegru, apoyados por un contingente de revolucionarios patriotas de Batavia dirigido por general Herman Willem Daendels. El estatúder abandonó el país y marchó a Londres el 18 de enero ante al avance de las tropas francesas y la retirada de las tropas holandesas, mientras los patriotas se alzaban en las grandes ciudades; la República de Batavia se proclamó al día siguiente en Ámsterdam. La captura francesa de la flota holandesa en la noche del 23 de enero de 1795 fue uno de los principales episodios del cambio de régimen.

La República Bátava en 1798

La conquista de la antigua República de las Provincias Unidas en 1795 no supuso el final de la guerra, sino un simple cambio de bando del país en el momento de máximo fragor de la contienda. Su papel cambió notablemente: Francia no tenía especial necesidad de su ejército de tierra, pero sí de su poderío naval. En 1796, como parte de la nueva alianza, los bátavos emprendieron un programa de construcción naval. La constitución de las tripulaciones era, sin embargo, problemática, ya que los oficiales de la antigua marina eran abiertamente orangistas. Varios oficiales como Jan Hendrik van Kinsbergen, héroe de la batalla del Banco Dogger se negó a servir en el nuevo ejército. El mando de las fuerzas navales se confió a oficiales favorables al nuevo gobierno como Jean-Guillaume de Winter, a pesar de su limitada experiencia, que quedó patente en la derrotas de la Bahía de Saldanha en 1796 y de Camperdown en 1797. En esta última, los dos buques holandeses, el Júpiter y el Vrijheid, causaron mucho daño, pero sufrieron pérdidas excesivas. La República tuvo que recomenzar su programa naval desde cero que, pese a todo creó una Armada suficientemente poderosa como para hacer temer a los británicos una invasión bátava de Gran Bretaña o de Irlanda junto a los franceses.
La Primera Coalición terminó en 1797, pero el Reino Unido encontró rápidamente un nuevo aliado en la persona del emperador Pedro I. Los nuevos aliados ganaron varias batallas terrestres contra los franceses, especialmente en las repúblicas hermanas cisalpina y suiza, donde los ejércitos de la Segunda Coalición lograron repeler a las tropas francesas en un amplio frente a principios de 1799. Los británicos, y en particular el primer ministro William Pitt estaban ansiosos por mantener este impulso atacando al Imperio francés en varios puntos. El príncipe de Orange abogaba intensamente por una acción militar que le permitiera recuperar el poder y la República Bátava apareció como un objetivo ideal para tal ataque. La creciente desconfianza de la población bátava respecto del régimen establecido por los franceses no dejó de atraer la atención de los servicios de espionaje británicos. Sin embargo, la información la obtenían de los enviados de Orange, que hicieron creer a los británicos que el control francés sobre la República Bátava era limitado y que un ataque preciso contra Ámsterdam podría precipitar un levantamiento general contra los franceses. El hecho de que la coalición alcanzada con Rusia 28 de diciembre de 1798 suponía, en parte, una campaña militar conjunta contra los bátavos, terminó de convencer a los británicos para acometer la campaña en los Países Bajos.
Como parte de este acuerdo, el emperador Pedro I primero puso cuarenta y cinco mil soldados rusos a disposición de la coalición, a cambio de subsidios británicos. La alianza se plasmó en un acuerdo que se anunció el 22 de junio de 1799; Pedro I se comprometió suministrar diecisiete batallones de infantería, dos compañías de artillería, una compañía de ingenieros y un escuadrón de húsares para la «Campaña de Holanda»: 17 593 hombres en total. A cambio, el Reino Unido prometió aportar inicialmente ochenta y ocho mil libras esterlinas y luego otras cuarenta y cuatro mil mensuales cuando las tropas entrasen en campaña. Debía aportar asimismo trece mil soldados y proporcionar la mayor parte de los buques de transporte y escolta.

## Desarrollo de la campaña

Mapa del teatro de operaciones en Holanda del Norte

Tan pronto como estalló el conflicto, se acordó que la expedición conjunta no debía limitarse a un mero conflicto militar. Pitt supuso que, al igual que las poblaciones suizas e italianas, los bátavos apoyarían con entusiasmo una invasión contra los franceses. Según el historiador británico Simon Schama 

Creía que, en cuanto se izase la bandera naranja, el ejército bátavo se uniría a las fuerzas de la coalición hasta el último hombre, y que la república se hundiría sin remedio.

 En última instancia, estas previsiones resultaron erróneas.

### Preparativos
Las fuerzas británicas se reunieron en el área de Canterbury al mando del teniente general Ralph Abercromby. Consistían principalmente en voluntarios de las milicias, a quienes recientemente se les había permitido unirse a los regimientos tradicionales. Una flota de transporte británica dirigida por el almirante Popham fue enviada a Revel para recoger al contingente ruso, mientras las tropas británicas se reunían gradualmente. Finalmente el mando británico decidió no esperar el regreso de Popham y enviar una división al mando de Abercromby para establecer una cabeza de puente en la cual las tropas rusas, acompañadas por una segunda división británica mandada por el jefe de Estado Mayor, el duque de York, podría desembarcar fácilmente más adelante.

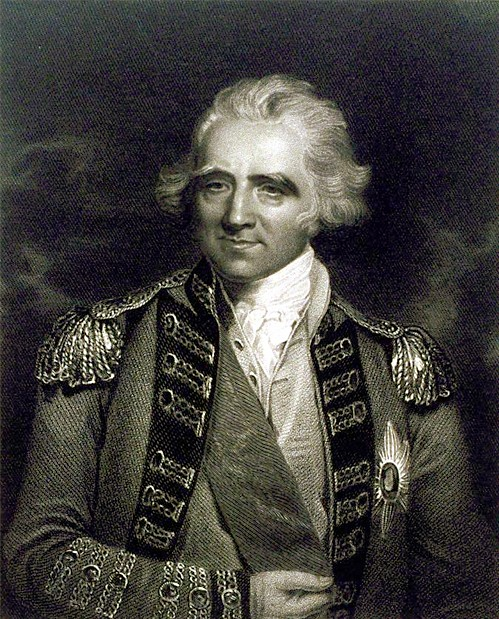
Sir Ralph Abercromby, teniente general a cargo de la concentración de las tropas británicas

Se había de estudiar el mejor lugar para el desembarco; se sopesaron distintas opciones en la costa holandesa. Muchos estrategas abogaron por la desembocadura del Mosa, o por algún lugar próximo a Scheveningen, ya que los dos permitirían desplegar tropas rápidamente para desbaratar las líneas de suministro del ejército ocupante francés en la República de Batavia. Sin embargo, los bajíos de la costa holandesa hacían la navegación peligrosa y representaban un riesgo significativo para ambas ubicaciones. Por el contrario, el extremo norte de la península de Holanda, donde la navegación era más fácil, permitiría a la flota británica que operaba en el mar del Norte colaborar en el desembarco. Las débiles fortificaciones de esta zona eran una ventaja añadida. Además, el hecho de que una gran parte de la flota de Batavia, que era un objetivo importante de la expedición, se hallase en estas aguas permitía aprovechar la operación para derrotarla u obligarla a retirarse. La presencia de un puerto hacía que se creyese posible un rápido avance hacia Ámsterdam, uno de los objetivos principales de la ofensiva. En consecuencia, finalmente se eligió la zona al sur del Den Helder para desembarcar un primer contingente de entre diecisiete y veinte mil soldados al mando de Abercromby.
Los británicos no trataron de ocultar sus preparativos, de los que tanto las autoridades francesas como las bátavas tuvieron noticia. Desconocían, empero, la ubicación exacta del desembarco, lo que les obligó a distribuir los batallones en varios lugares para proteger todos los posibles lugares donde podía darse el ataque. Por entonces, el ejército bátavo consistía en dos divisiones, compuestas por unos diez mil hombres cada una; la primera la mandaba el teniente general Daendels y la segunda, el teniente general Jean-Baptiste Dumonceau. Este último se encargó de defender el mar de Wadden, en el departamento de Ems, y de evitar un posible asalto desde el este. Daendels, por su parte, estaba apostado en el norte de Holanda, con una base en Schagen. Las tropas francesas, que eran apenas unos diez o doce mil soldados pese a que el Tratado de La Haya había dispuesto que fuesen veinticinco mil, estaban dispuestas entre Zelanda (otro punto de desembarco potencial donde se verificó la expedición Walcheren de 1809) y el centro del país, entre la costa y Nimega. El mando del conjunto de las fuerzas franco-bátavas correspondió al general francés Guillaume Brune. Este admitió que su ejército estaba mal organizado, en particular debido a las deficiencias del suministro. Consciente de las dificultades, el Gobierno de Batavia se dirigió secretamente a Prusia para negociar la neutralidad de la joven república. Esta maniobra no escapó a los franceses y acentuó la desconfianza de estos hacia los bátavos, pese a la actitud amistodas del embajador Florent Guiot.

### Desembarco en Callantsoog y la rendición de la flota de Batavia

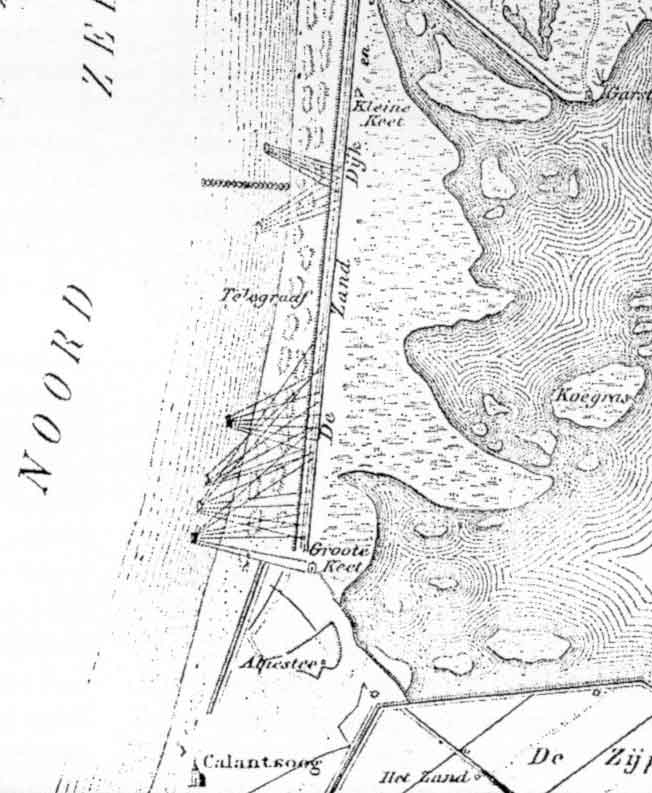
Desembarco británico en Callantsoog.

La invasión se decantó rápidamente a favor de los británicos. La flota de Batavia, dirigida por el contraalmirante Samuel Story, menguada, evitó el combate y permitió que las tropas británicas desembarcasen sin oposición cerca de Callantsoog el 27 de agosto de 1799. Obligado a dividir sus tropas en dos debido a la naturaleza del campo de batalla, que consistía en una estrecha franja de dunas bordeada por las playas del mar del Norte por un lado y las marismas por el otro, el general Daendels resultó vencido en la batalla de Callantsoog, en la que trató de evitar que la división del general Abercromby estableciese una cabeza de puente. Debido a problemas de comunicación, su flanco derecho no pudo en ningún momento participar plenamente en la lucha, mientras que el izquierdo combatió desordenadamente al enemigo. La flota británica se acercó a la costa y castigó duramente a las unidades de Daendels, a las que infligió grandes pérdidas.
Daendels concluyó que no podría retener la fortaleza de Helder y evacuó su guarnicione, lo que supuso ceder al enemigo una base fortificada. Esta decisión desanimó intensamente a las tropas bátavas; la vista de la bandera del príncipe Guillermo, hijo del estatúder depuesto que rápidamente se unió a la lucha, terminó de sembrar la duda en la flota de Batavia anclada en el Zuiderzee. Cuando el almirante Story decidió atacar finalmente a la flota británica, se enfrentó a un motín general, en el que los marineros orangistas siguieron a los capitanes Van Braam y Van Capellen. El motín originó el denominado «incidente Vlieter», la rendición de la flota holandesa con 632 cañones y 3700 hombres al almirante británico Andrew Mitchell, sin que este hubiese de disparar un solo tiro. A continuación, el príncipe subió a bordo del buque insignia del almirante Story, el Washington, donde fue aclamado por los amotinados y solicitó que la flota pudiese combatir junto a la británica.

### Primeros enfrentamientos terrestres en Arnhem y Krabbendam

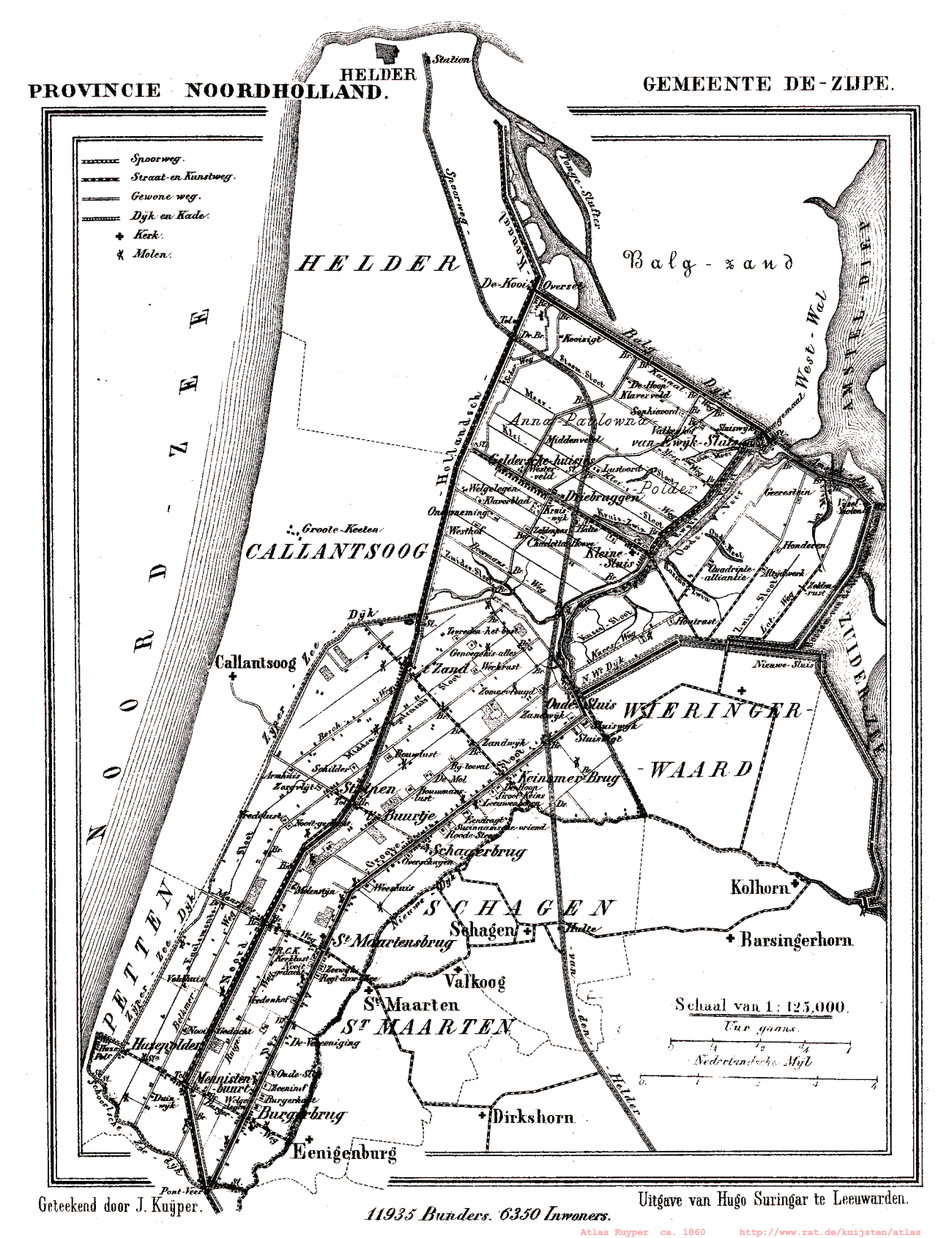
Mapa del municipio de Zijpe (en 1865), teatro operaciones de la batalla de Zyp

Las fuerzas de tierra bátavas, al igual que la población civil, fueron, sin embargo, menos sensibles al poder persuasivo del príncipe Guillermo. La invasión tuvo el efecto de unir al país contra los invasores. Las declaraciones arrogantes del príncipe en las que ordenó con tono perentorio a los holandeses que se sumasen los «orangistas» no convencieron a los bátavos de la conveniencia de que regresase el estatúder. Como era de esperar, la llamada al levantamiento que hizo el hijo del antiguo estatúder en Lingen tuvo escaso efecto en la población. Un grupo heterogéneo de «orangistas», que había marchado hacia el puente Westervoortsche, cerca de Arnhem, fue derrotado fácilmente por un pequeño destacamento de la Guardia Nacional de Batavia el 4 de septiembre, señal de la dificultad que iban a tener los invasores para alcanzar los objetivos de la expedición. Otras ofensivas orangistas en el este del país tuvieron el mismo resultado. Pese a los reveses que sufrían los invasores, el Consejo Ejecutivo de la República de Batavia decretó la ley marcial, lo que llevó entre otras medidas de emergencia, a la detención y ejecución de una de las aristócratas partidarios del estatúder, la baronesa Judith van Dorth.
Mientras tanto, las fuerzas franco-bátavas estacionadas en Holanda recibieron varios refuerzos. El general Brune les envió a la división del general francés Dominique Vandamme y ordenó al general Dumonceau que despachase al grueso de su segunda división bátava a marchas forzadas desde Frisia. Esta alcanzó Alkmaar el 9 de septiembre. El ejército franco-bátavo lo componían por entonces unos veinticinco mil hombres, frente a los veinte mil con que contaban los británicos. La superioridad numérica y el riesgo de que el ejército británico recibiese refuerzos en cualquier momento decidieron a Brown a atacar las posiciones de Abercromby.
El combate de Zyp se disputó cerca de Alkmaar, en el pólder de Zijpe, el 10 de septiembre y acabó con la victoria de los británicos y la desbandada de los franceses y bátavos. La mala planificación del mando fue la principal causa de la derrota. El general Brune había previsto una acometida en tres columnas contra Eenigenburg, Krabbendam y Petten, tres pueblos estratégicos. Sin embargo, la columna de los generales de división Dumonceau y Bonhomme se detuvo al llegar a Tuitjenhorn porque la carretera que debía seguir desde allí en realidad no existía. Tuvo que reanudar la marcha por una estrecha carretera que conducía a Eenigenburg, seguida por la división de Daendels que avanzaba tras ella.
La aldea Krabbendam estaba cerca de una de las escasas vías de acceso al pólder de Zijpe, donde Abercromby había instalado uno de sus campamentos. El pólder era un reducto natural en el que los diques servían de parapetos y el canal de drenaje que lo rodeaba, de foso. El camino de acceso angosto no era solo una de las pocas rutas de acceso practicables, sino también una de las más fáciles de defender. El plan franco-bátavo consistía en atacar este punto con dos divisiones, pero como las tropas de Daendels habían tenido que coger finalmente una carretera situada más al este de lo previsto, únicamente la división de Dumonceau pudo alcanzarlo a tiempo para asaltarlo. La naturaleza desfavorable del terreno impidió que la división pudiese desplegarse por completo, lo que la obligó nuevamente a combatir desordenadamente. Posteriormente, la división francesa del general Vandamme tampoco pudo superar los obstáculos que contituían el canal y el dique que se alzaba tras él, que protegían a las tropas británicas, lo que le impidió cumplir con su parte del plan, que consistía en debilitar el flanco derecho de Abercromby.
La superioridad de los británicos en el mar, tanto en el mar del Norte y el Zuiderzee, permitió el desembarco sin contratiempos en Helder de cuatro mil soldados británicos al mando del duque de York, general en jefe, y de los trece mil rusos de Hermann von Fersen el 12 de septiembre,¡. El nuevo ejército, compuesto por entre treinta y cinco y cuarenta mil soldados, tuvo a partir de entonces ventaja numérica sobre los franco-bátavos, debilitados, que apenas contaban con unos veintitrés mil quinientos.

### Bergen: una victoria para los republicanos en inferioridad numérica

#### Plan de ataque anglo-ruso
El duque de York decidió aprovechar la superioridad numérica que le daban sus más de treinta y cinco mil hombres para acometer al enemigo en un frente amplio. Este ataque tuvo lugar en un terreno muy peculiar. La península holandesa estaba bordeada por playas y una amplia banda de dunas del lado del mar del Norte, salvo en un corto tramo al sur de Petten, donde solo un gran dique protegía el interior de las inundaciones. A lo largo había una franja de terreno ondulado que podía el ejército podía atravesar sin impedimento. Más al este, sin embargo, la naturaleza de las tierras difería significativamente: había turberas antiguas y vaguadas de los antiguos lagos que los holandeses habían desecado durante el siglo XVI. Zanjas y canales de drenaje que regulaban las aguas dividían estas hondonadas y suponían obstáculos importantes para el movimiento de tropas incluso cuando estaban secos. Los ingenieros holandeses acabaron por inundar estas acequias para estorbar los movimientos de las tropas anglo-rusas durante la campaña. Sin embargo, no lo habían hecho aun cuando comenzó la batalla de Bergen el 19 de septiembre y el único obstáculo que hubieron de superar los invasores fueron los río y arroyos de la región.
El duque de York concibió un audaz plan de ataque para atacar al enemigo mediante un movimiento de pinza. Dividió sus fuerzas en cuatro columnas. La del extremo derecho, al mando del general ruso Hermann, constaba de nueve soldados rusos y dos mil quinientos soldados británicos, partió de Petten y Krabbendam para ocupar el pueblo de Bergen. Junto a él, un batallón anglo-ruso de seis mil quinientos hombres mandado por el teniente general Dundas marchó hacia Schoorldam. El siguiente regimiento, formado por los cinco hombres del teniente general James Pulteney, debía apoderarse de la comarca de Langedijk y de las aldeas de Oudkarspel y Heerhugowaard. Finalmente, la cuarta columna, con nueve mil soldados de infantería y ciento sesenta jinetes y al mando del teniente general Abercromby, debía atacar el flanco derecho enemigo marchando primero a Hoorn y luego continuando hacia el sur en dirección a Purmerend.
Las fuerzas bátavas concentradas en los pueblos de Langedjk, Sint Pancras y Koedijk constaban de unos doce mil hombres, mientras que las francesas acampadas en Alkmaar, Bergen y Schoorl tenían aproximadamente diez mil soldados.

#### Ofensiva fallida
La puesta en práctica del elaborado plan fue desastrosa. La ofensiva rusa, que debía comenzar al amanecer del 19 de septiembre, empezó en realidad a las tres de la mañana, en plena oscuridad. Los rusos sorprendieron a las tropas francesas, situadas en el flanco izquierdo del ejército franco-bátavo, y cobraron cierta ventaja en los primeros choques, pero también se infligieron bajas a sí mismos debido a la oscuridad, que impedía distinguir entre las propias tropas y las del enemigo. Alcanzaron Bergen, pero sufrieron el embate de los refuerzos franceses llegados desde Egmond aan Zee, al sur, que avanzaban por la playa y estuvieron a punto de flanquear el ala derecha de la formación rusa. En consecuencia, los rusos tuvieron que abandonar Bergen y se retiraron de manera desordenada hacia sus posiciones de partida para evitar la maniobra envolvente francesa. Los franceses capturaron al general Hermann durante la confusa retirada rusa. El ataque en pinza por el flanco derecho se saldó con un rotundo fracaso.

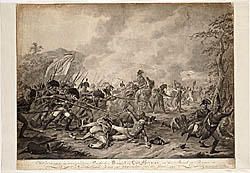
Captura del capitán general Hermann en Bergen

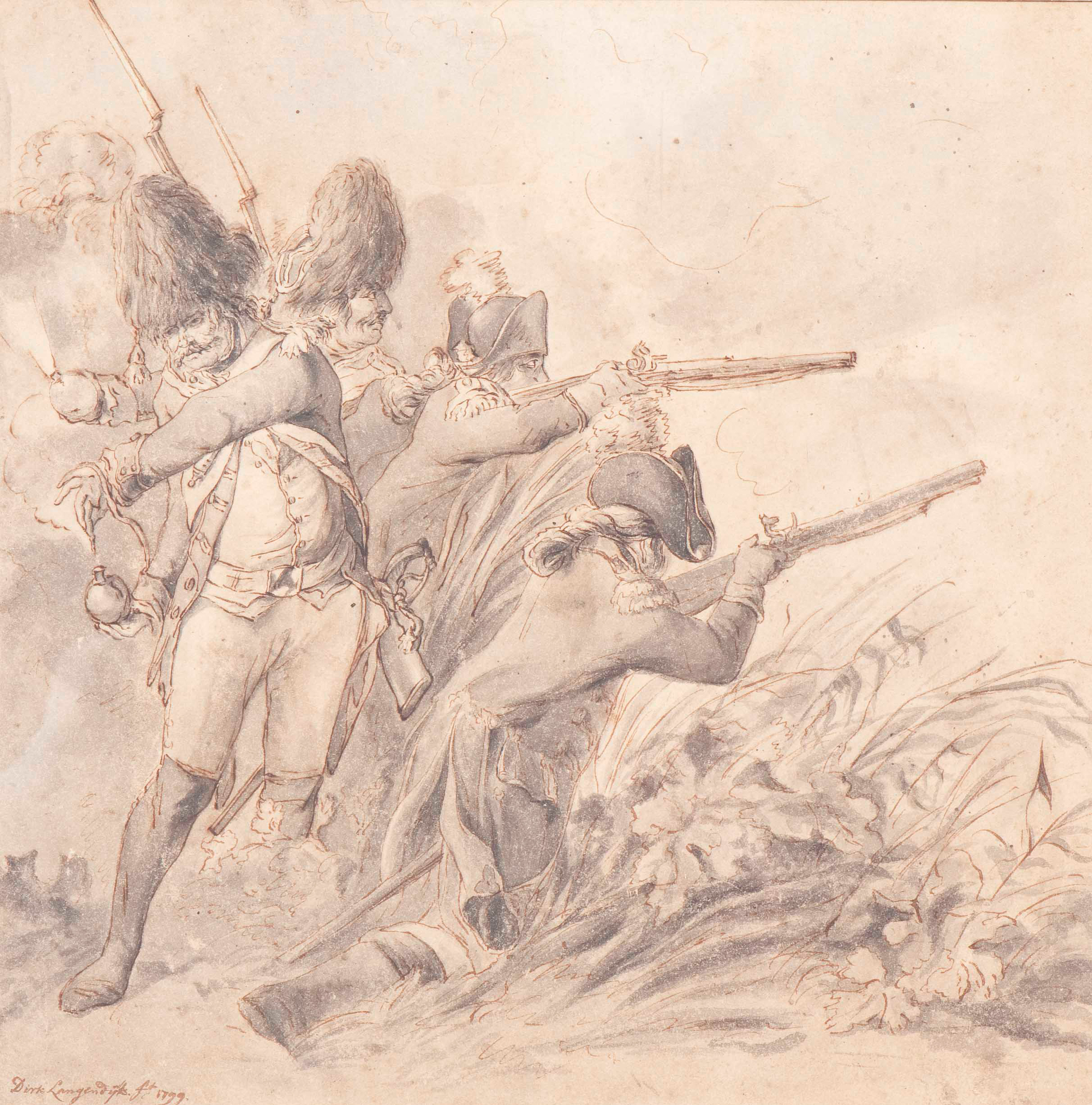
Soldados británicos y rusos en la batalla de Bergen

La columna del general Dundas, al que acompañaba el general en jefe, el duque de York, partió al amanecer, pero perdió mucho tiempo en franquear algunos arroyos, cuyos puentes habían sido destruido por el enemigo. Mientras avanzaban lentamente hacia Schoorldam, el general Dumonceau, a cargo de la defensa de la aldea y al frente de la segunda división bátava, emprendió un ataque de distracción contra los rusos que asaltaban Bergen que contribuyó a desordenar sus filas. Cuando Dundas llegó por fin a Schoorldam, Dumonceau fue herido por metralla. Se desconoce qué sucedió después en el bando holandés, ya que el sustituto de Dumonceau, el general de división Bonhomme, no redactó ningún informe sobre la batalla. Sin embargo, se sabe que su división hubo de batirse en retirada hacia Koedijken, cosa que hizo en desorden. La retirada y la desorganización bátavas no aprovecharon a los británicos no pudieron aprovechar esta retirada, en parte debido a un contraataque bátavo y en parte porque las tropas rusas del flanco derecho también tuvieron que retirarse y se colocaron a retaguardia de las tropas de Dundas y del duque de York.
La tercera columna anglo-rusa, mandada por los generales Pulteney, George Don y Eyre Coote también tuvo que lidiar con las dificultades del terreno. Tuvo que tomar una carretera de un dique, el Langedijk —dique largo— que servía de separación de varios pólderes. Había un canal de drenaje a la derecha del dique y varias zanjas a la izquierda, que dificultaban el despliegue de las tropas. El camino conducía a la aldea de Oudkarspel, donde la primera división bátava del general Daendels había llevado a cabo ciertas obras, si bien los bátavos se quejaron de que Brune había prohibido que se erigiesen fortificaciones completas, lo que complicaba la defensa del caserío. El primer asalto de Pulteney a la población fue un desastre: los británicos huyeron apresuradamente bajo el fuego de artillería bátava a parapetarse tras un dique. Las siguientes acometidas frontales británicas les costaron copiosas bajas y los intentos de rodear la posición fracasaron por la presencia del canal.
El general Daendels cometió el error de ordenar una salida de su reducto a cien granaderos. El ataque no solo fue fácilmente rechazado por los británicos, sino que la retirada de los granaderos también les permitió penetrar en los atrincheramientos bátavos y desbaratarlos. La retirada bátava se detuvo únicamente al llegr al final del Langedijk; el fuego de artillería británica causó grandes pérdidas. Mientras Daendels se preparaba para emprender un contraataque con un batallón de granaderos, los británicos ya se habían retirado a sus posiciones originales, después de que Pulteney hubiese advertido el fracaso de la ofensiva en el flanco derecho. Si bien no habían podido apoderarse de las posiciones de los bátavos, sí les infligieron importantes pérdidas y hicieron numerosos prisioneros.

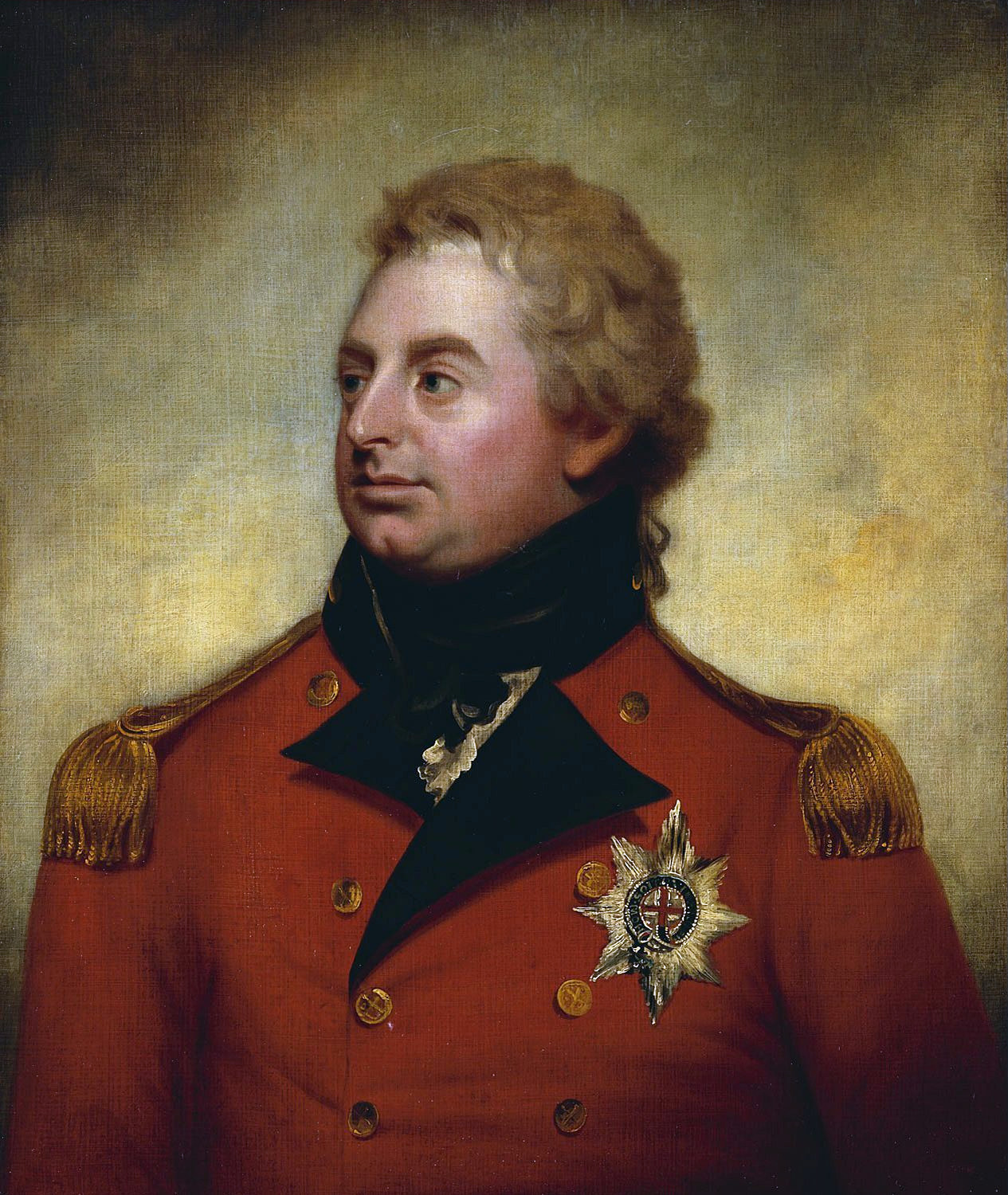
Los planes del duque de York para la batalla de Alkmaar se vieron frustrados inicialmente por las condiciones climáticas

Finalmente, la larga marcha de la cuarta columna, dirigida por el general Abercromby, no tuvo oposición. Llegó a Hoorn sin problemas y logró tomar por asalto la ciudad, mal custodiada por su guarnición. Hoorn fue ocupada y sus habitantes izaron la bandera del estatúder. Sin embargo, la marcha hacia el sur desde Hoorn, que debía permitir a Abercromby acometer el flanco derecho del enemigo, objetivo primordial del avance, resultó imposible debido a los obstáculos preparados por los defensores, que se habían concentrado en bloquear esta zona, razón por la cual Abercromby había podido avanzar tan fácilmente hacia Hoorn. Después de la retirada de las otras columnas, se ordenó a Abercromby que evacuara Hoorn y regresara a su punto de partida. Los habitantes de Hoorn volvieron a arriar las banderas naranjas. El progreso de Abercromby fue, por lo tanto, totalmente inútil, y lo habría sido de todos modos, incluso si el ataque al flanco derecho enemigo hubiera tenido éxito. Una ruta más directa, sembrada de menos obstáculos, podría haber aumentado las posibilidades de éxito.
Al final, ninguna de las partes obtuvo un predominio claro en términos territoriales y ambas sufrieron pérdidas humanas significativas, en proporciones similares.

### Alkmaar, batalla indecisa pero favorable para los anglo-rusos

#### Situación favorable a los invasores a pesar del clima
La flota británica controlaba no solo el mar del Norte sino también el Zuiderzee tras la rendición de la escuadra bátava el 30 de agosto. Sin embargo, los británicos desaprovecharon esta ventaja y las consecuencias psicológicas de la rendición en el ánimo de las tropas bátavas, y no emprendieron, por ejemplo, un desembarco para avanzar hacia Ámsterdam. El general Krayenhoff, a cargo de establecer las líneas de defensa de la ciudad, consideró que la ciudad no se hubiese podido defender de tal ofensiva. Según él, el embate contra Ámsterdam hubiese podido decidir la suerte de la campaña. Sin embargo, la flota británica se mantuvo extrañamente pasiva. La situación cambió durante los últimos días de la batalla de Bergen, cuando los británicos ocuparon los puertos de Medemblik, Enkhuizen y Hoorn, que los franco-bátavos habían dejado indefensos, y se adueñaban de Frisia occidental. También ocuparon varias islas en el Zuiderzee, aunque demasiado tarde para que estas conquistas les permitiesen tomar Ámsterdam.

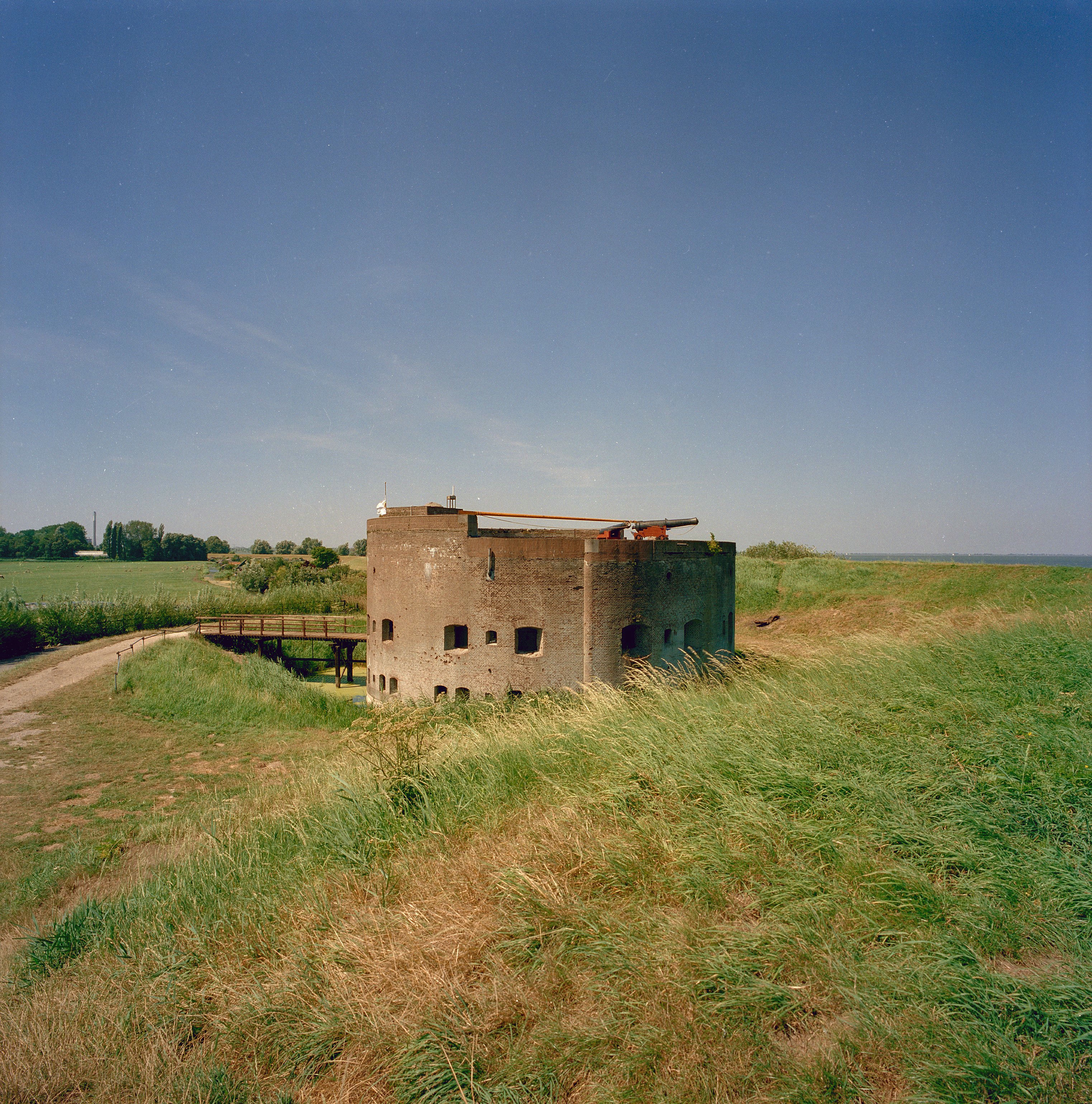
Los restos de las fortificaciones amsterdamesas de 1799

En tierra, el destino del conflicto estaba en manos de los invasores, que recibieron nuevos refuerzos rusos a partir del 19 de septiembre, en proporciones al menos iguales a las pérdidas que habían sufrido anteriormente. La ofensiva del duque de York se aplazó durante aproximadamente dos semanas debido a condiciones climáticas desfavorables, lo que permitió a los defensores completar sus operaciones de inundación del terreno y de fortificación. El municipio de Langedijk, transformado en isla estrecha en medio de un lago protegido por las fortificaciones recientemente reforzadas de Oudkarspel, era una especie de «Termópilas» inexpugnables. La primera división bátava de Daendels seguía protegiendo este sector del frente, pero el general Brune despachó algunas de sus unidades, en especial las de caballería, al otro flanco. La costa este de la península se hizo aún más impenetrable debido a las inundaciones, y se estableció una segunda línea de defensa entre Monnickendam y Purmerend. La principal consecuencia de estas iniciativas defensivas fue hacer absolutamente impracticable la parte sureste de la península a los invasores, lo que limitó el teatro de operaciones a una franja relativamente estrecha de terreno constituida por la playa, las dunas y una llanura situada inmediatamente detrás de ellas, una zona delimitada aproximadamente por Alkmaar y el mar.

#### Los republicanos forzados a retroceder
Las condiciones climáticas mejoraron a principios de octubre y el duque de York puso en marcha su plan que dio lugar a la batalla de Alkmaar del 2 de octubre de 1799, si bien el nombre de «segunda batalla de Bergen» hubiera sido más apropiado, pues los combates no se libraron en la ciudad de Alkmaar, sino en Bergen, donde se dieron los más reñidos choques. El ala izquierda del duque de York, que mandaba el general Abercromby, fue traspasada al flanco derecho y las otras columnas se movieron hacia la izquierda para liberar espacio. Esta nueva disposición dejó batallones exclusivamente británicos en ambos flancos: los de Pulteney y Abercromby; en la zona más próxima a Abercromby se hallaba una mezcla de tropas anglo-rusas cuyo mando se había conferido al nuevo general en jefe ruso, Ivan Essen. La cuarta columna, entre Pulteney y Essen, estaba compuesta por tropas británicas a las órdenes del general Dundas. El plan del duque de York consistía en acometer el flanco izquierdo del enemigo con sus tres agrupaciones situadas a la diestra; ese flanco lo defendía la división francesa de Vandamme, situada cerca de la costa; la segunda división de Dumonceau, cuyo mando pasó luego a Bonhomme y que se encontraba en el centro del dispositivo franco-bátavo. El cometido de la división de Pulteney era el de frenar cualquier eventual ataque de Daendels.
La estrategia de la acometida anglo-rusa consistía en un embolsamiento simple, en el que la columna de Abercromby trataría de desbaratar el flanco izquierdo francés avanzando por la playa. Para lograr este objetivo, el comienzo de la ofensiva se retrasó hasta las seis y media de la mañana, cuando la marea baja despejase la playa. La columna central de los anglo-rusos avanzó lentamente, muy ralentizada por las dunas de la derecha y las llanuras divididas por los cursos de agua situadas entre las dunas y el canal de Alkmaar, a la izquierda. Los franco-bátavos llevaron a cabo una acción de retaguardia, apoyándose en Bergen (los franceses) y en Koedijk (los bátavos). Por la tarde, el batallón británico de la columna de Essen, mandado por el general Coote, se internó rápidamente en las dunas, pero dejó muy atrás al resto de tropas de Essen, que avanzaban mucho más lentamente. Esto permitió a los franceses acometer un vigoroso ataque desde Bergen, con sendas columnas que mandaron los generales Gouvion y Boudet para aprovechar la brecha entre las unidades enemigas. El embate fue repelido, aunque con dificultad, pero los franceses lograron proteger la localidad de Bergen durante todo el día, a pesar de las continuas embestidas de los anglo-rusos.
Al mismo tiempo, la columna del general Abercromby avanzaba muy lentamente a lo largo de la playa, principalmente porque la marea estaba empezando a subir, reduciendo la playa a una franja muy estrecha de arena suelta. Tropas y caballos estaban sedientos y agotados. Durante la tarde, también fueron hostigados por los tiradores franceses, que les infligieron muchas bajas, en especial entre los oficiales. Los franceses fueron enviando cada vez más soldados a las dunas y finalmente el general Vandamme dirigió una carga de un regimiento de caballería contra la artillería de a caballo británica, que cayó temporalmente en sus manos. Los británicos respondieron a la carga con un contraataque dirigido por Henry William Paget, que obligó a los franceses a retirarse a Egmond aan Zee.
La llegada de la noche puso fin a las principales maniobras. Abercromby había superado la latitud de Bergen, lo que significaba que, en teoría, había flanqueado a los franceses. Pero carecía de los medios necesarios para aprovechar la ventaja obtenida; pese a ello, el general Brune se sintió amenazado y ordenó la retirada general de Bergen y de las demás posiciones el 2 de octubre, la mañana siguiente; bátavos y franceses se replegaron a la segunda línea de defensas. Daendels se retiró a Monnickendam y Purmerend, que habían sido reforzadas, lo que permitió a Krayenhoff completar las inundaciones delante de la línea formada por estas poblaciones. Bonhomme y Vandamme ocuparon así una nueva línea entre Uitgeest, Castricum y Wijk aan Zee, que protegía la parte más estrecha de la península holandesa, donde el río IJ casi parte a Holanda en dos. Allí esperaron el siguiente movimiento del enemigo.

### La última gran batalla: Castricum

#### Un ataque general motivado por las condiciones precarias
La mayor parte de la península de la Holanda septentrional estaba, al menos teóricamente, en manos de los anglo-rusos tras la retirada de ejército franco-bátavo. Sin embargo, partes importantes de la provincia, como los antiguos lagos de Beemster, Schermer y Wormerse, se habían inundado, lo que privó a los británicos de tierras agrícolas y posibles rutas de suministro. En consecuencia, la mayor parte de los abastos transitaron por Hlder para ser transportados luego arduamente por caminos casi intransitables debido a las incesantes lluvias. Además de a sus soldados, los británicos también tenían que alimentar a unos tres mil desertores y amotinados que el príncipe heredero holandés esperaba poder integrar en una brigada, pero a los que los británicos no utilizaron en los combates. Esta situación hizo que pronto las vituallas comenzasen a escasear y que la comunicación de órdenes militares en las filas británicas fuese complicada.
El duque de York instaló su cuartel general en Alkmaar, que le abrió las puertas el 3 de octubre, y se apresuró a continuar con la ofensiva. Sabía que no necesitaba afianzar su posición ni mejorar las condiciones en las que se encontraba su ejército. Supo que Brune había recibido seis batallones venidos desde Bélgica y se dispuso a hacerlo retroceder allende Haarlem para cortar sus comunicaciones con los bátavos. Pese a ello, en el siguiente choque que libró con el enemigo, la batalla de Castricum del 6 de octubre, apenas contaba con veintisiete mil soldados, pues las enfermedades habían diezmado el ejército.

#### Un día de feroz lucha
El duque de York había planeado un ataque general mediante la asignación a las diferentes columnas de puntos de partida menos estrictos y más cercanos del enemigo. Brune, por su parte, dividió su ala izquierda en tres divisiones: colocó a Gouvion cerca de Wijk aan Zee, en las dunas; a Boudet a su derecha, en torno a Castricum; y la segunda división bátava, todavía bajo el mando de Bonhomme, alrededor de Uitgeest. Dos puestos de avanzada franceses, ubicados en Bakkum y Limmen, fueron confiados al general de brigada Pacthod. Estos fueron atacados en la mañana del 6 de octubre por tres columnas británicas: la de Abercromby en la playa, la central de Essen y la de Dundas desde la izquierda, mientras que Pulteney se ocupaba vanamente en tratar de contener a las tropas Daendels.
A la izquierda del centro desde donde partieron, las brigadas de los generales Burrard y Coote se apoderaron de Akersloot y Limmen. Los anglo-rusos de la columna de Essen superaron fácilmente los puestos de avanzada franceses. Los rusos lograron a su vez tomar Bakkum y dunas en torno a él, lo cual los llevó a atacar el pueblo de Castricum, que defendió con determinación Pacthod. El pueblo cambió de manos varias veces durante el día a medida que Brune y Boudet enviaron refuerzos. El enemigo, por su parte, también envió soldados de las columnas de Dundas y Abercromby; este envió su brigada de reserva a atacar Castricum a media tarde.
Brune ordenó entonces un asalto a la bayoneta que hizo retroceder al enemigo en desorden. El regimiento de caballería francesa del general Barbou lo persiguió luego camino de Bakkum; escapó de la derrota total merced a la inopinada intervención de una unidad de dragones ligeros mandados por lord Paget, que atacaron desde una hondonada que ocultaban las dunas. Fue entonces la caballería francesa la que quedó desorganizada por la acometida de los dragones, que se abalanzaron sobre los agotados soldados franco-bátavos que acababan de reconquistar Castricum, originando la retirada desordenada de estos.

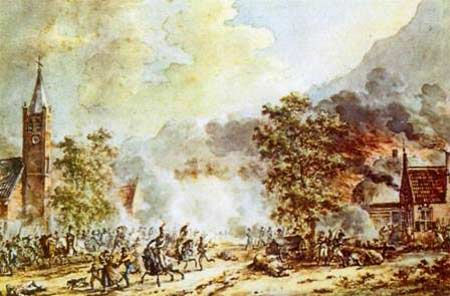
Pintura del siglo en la que se representa la batalla de Castricum

Los húsares bátavos del coronel Quaita frenaron el avance británico. Este asalto marcó el punto de inflexión de la batalla: las tropas anglo-rusas, detenidas por la arremetida de los húsares, tuvieron que retirarse hacia Bakkum y Limmen, perseguidas por la caballería enemiga. Solo la rápida caída de la noche puso fin a la matanza.
Al mismo tiempo, las tropas del general francés Gouvion y la columna británica de Abercromby disputaban un combate separado en las dunas próximas a la playa. La artillería bátava de Gouvion infligió grandes pérdidas a los británicos, que se mantuvieron fundamentalmente fijos, sobre todo desde el momento en que Abercromby se retiró con la reserva británica para unirse a Essen. La lucha se intensificó de nuevo por la noche cuando Abercromby regresó e intentó atacar, si bien Gouvion logró mantener su posición.

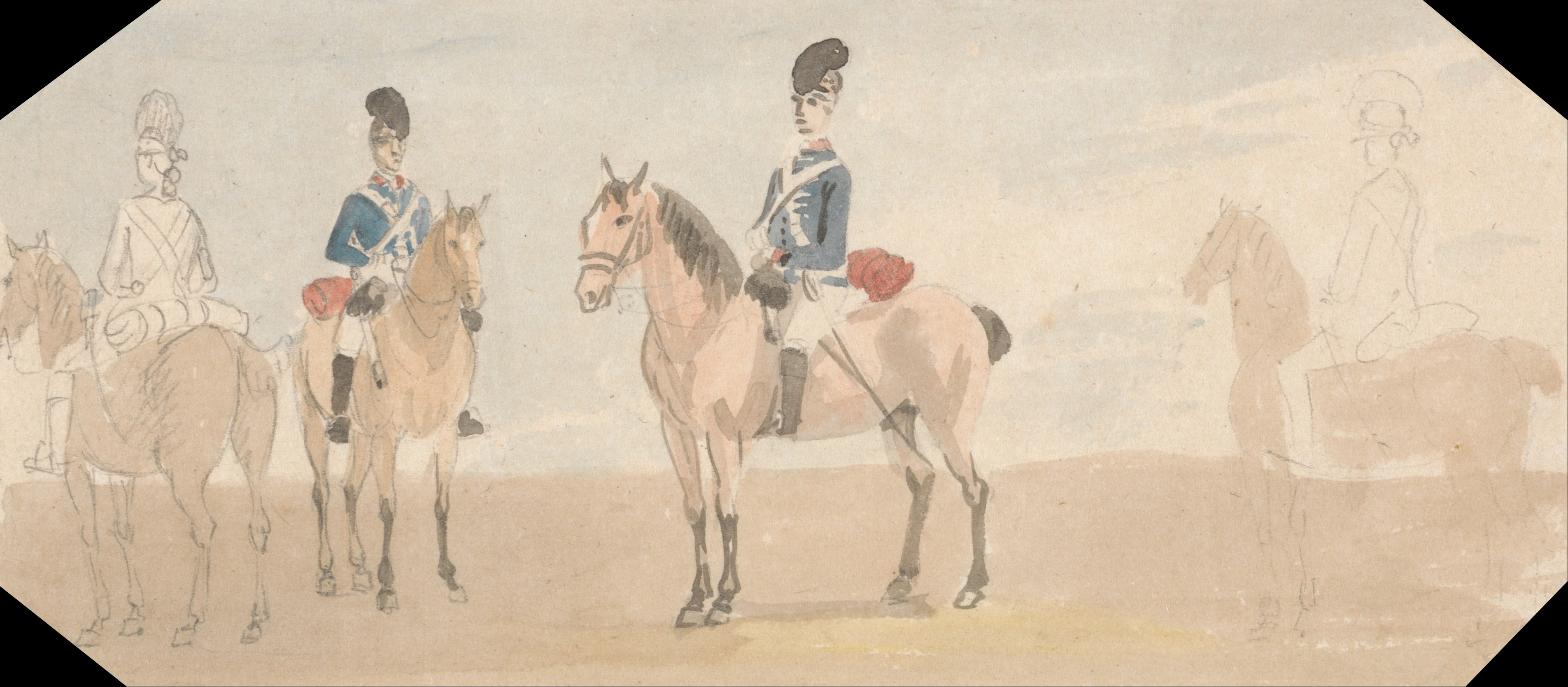
Dragones ligeros británicos de finales del, representados en una acuarela de Paul Sandby

El ala derecha bátava, a las órdenes del general Daendels, era impenetrable merced a la inundación del terreno, lo que impidió toda maniobra. Sin embargo, el general británico George Don trató de cruzar las líneas para tratar con el Gobierno de la república. El comienzo de los combates en el flanco izquierdo bátavo hizo que Daendels rechazase la pretendida misión diplomática de Don. El general portaba documentos que se podían tomar por sedicioso, por lo que se le acusó de espionaje, se lo detuvo y se lo envió al cuartel general de Brune. Luego fue encarcelado en la fortaleza de Lille; fue liberado varios años después, intercambiado por el rebelde irlandés James Napper Tandy.
Finalmente los franceses se retiraron y dejaron a los británicos y los rusos dueños del campo de batalla. La primera consecuencia del choque fue frustrar los planes ofensivos de las dos partes: Brune había planeado atacar el 7 de octubre, y la batalla lo impidió; por su parte, las bajas anglo-rusas fueron tan cuantiosas que les hicieron perder la ventaja numérica de la que habían gozado hasta entonces. Fue una victoria pírrica de los invasores. Tras la batalla de Castricum, el duque de York hubo de abandonar la ilusión de que los holandeses se alzasen en su favor y de que los franceses evacuasen la región como consecuencia del hostigamiento de los ejércitos imperiales en Suiza y Alemania que, inactivos, no suponían amenaza alguna a los franceses, que podían en consecuencia concentrarse en la defensa de Holanda.

### Retirada y rendición del ejército anglo-ruso
El duque de York, como resultado de esta nueva derrota y ante las crecientes dificultades que afrontaba el ejército, decidió convocar un consejo de guerra con sus lugartenientes. La reunión decidió que se efectuase la retirada del ejército anglo-ruso a la cabeza de puente original ubicada en el pólder de Zijpe, lo que suponía abandonar todos los territorios conquistados desde el 19 de septiembre. Las ciudades de Hoorn, Enkhuizen y Medemblik fueron evacuadas. Las tropas bátavas que seguían a los británicos impidieron que se incendiasen los almacenes de estas ciudades que contenían reservas navales. La retirada se llevó a cabo con tanta prisa que dos hospitales de campaña militares llenos de soldados británicos heridos acompañados de cuatrocientas mujeres y niños fueron abandonados en Alkmaar. El general Brune emprendió un avance general tan pronto como tuvo noticia de la retirada del enemigo, pero el mal estado de los caminos le impidió todo ataque.

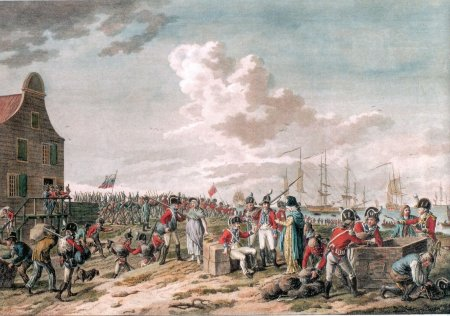
Salida de los anglo-rusos de Helder

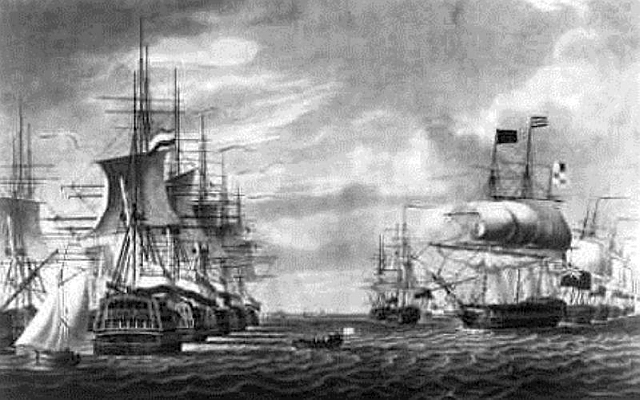
El Tratado de Alkmaar no permitió a los bátavos recuperar sus barcos perdidos durante la rendición de Vlieter a pesar de sus demandas

La retirada estratégica terminó el 8 de octubre, aunque el duque de Gloucester atacó a Daendels mientras se retiraba desde Hoorn en los días siguientes. La situación a mediados de octubre volvía a ser la de 19 de septiembre: los anglo-rusos se encontraron atrincherados en su reducto natural, asediados por los franco-bátavos. El empeoramiento del tiempo, en especial los fuertes vientos, dificultó el abastecimiento por mar de los invasores. El duque de York se enfrentó entonces a la amenaza de un asedio en pleno invierno, cuando más aumentaba el riesgo de hambruna para sus tropas; el 13 de octubre estas solo contaban con víveres para once días. Por lo tanto, decidió proponer a Brune una capitulación honorable y retirarse antes de finales de noviembre. La propuesta la presentó al mando enemig el general Knox el 14 de octubre. Las negociaciones que siguieron fueron rápidas. Por insistencia del Gobierno holandés, Brune exigió en la primera reunión la devolución de la escuadra bátava y la liberación de quince mil prisioneros holandeses encarcelados en el Reino Unido. El duque de York tildó las condiciones de capitulación inaceptables y amenazó con destruir un dique cerca de Petten e inundar así las tierras alrededor del pólder de Zijpe. Al general Krayenhoff, que había inundado gran parte de la península en las semanas anteriores, no le impresionó la amenaza, pues sabía que el proceso era fácilmente reversible, y así se lo hizo saber a Brune. Sin embargo, este sí que se tomó en serio la afirmación del duque o así lo fingió: Krayenhoff le había mencionado que el jefe británico estaba dispuesto a entregar al general varios «caballos magníficos», lo que quizá lo animó a pactar con los británicos un trato que les fue muy favorable.
En este acuerdo, la Convención de Alkmaar, que se firmó el 18 de octubre, ya no se incluyó la devolución de los barcos bátavos. Se pactó que los invasores y los amotinados orangistas se retirasen sin impedimentos, operación que debía concluir antes del 1 de diciembre. El acuerdo incluyó también un intercambio de ocho mil prisioneros de guerra, entre ellos los marineros bátavos capturados en la batalla de Camperdown (uno de ellos era el almirante De Winter). Los británicos también prometieron devolver la fortaleza de Helder con sus cañones en buenas condiciones. Batavia se sintió agraviada por el acuerdo, salvo por la devolución de los prisioneros, pero no estaba en situación de obtener mejores condiciones.
El armisticio entró en vigor de inmediato y la evacuación de las tropas terminó el 19 de noviembre, cuando el general Pulteney abandonó la península con las últimas tropas británicas. Los rusos viajaron a lo largo de la costa inglesa y atravesaron el canal de la Mancha hasta las islas de Jersey y Guernsey, donde permanecieron hasta su vuelta a Riga y San Petersburgo en 1800.

## Efectivos, órdenes de combate y pérdidas

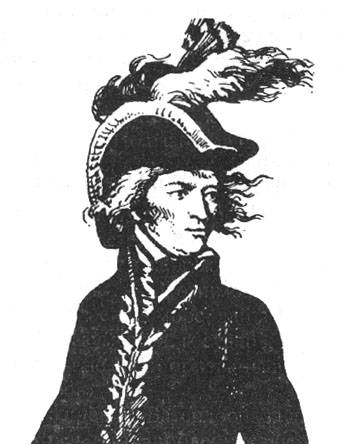
Guillaume Brune, el general en jefe franco-bátavo, con uniforme de general de la Revolución

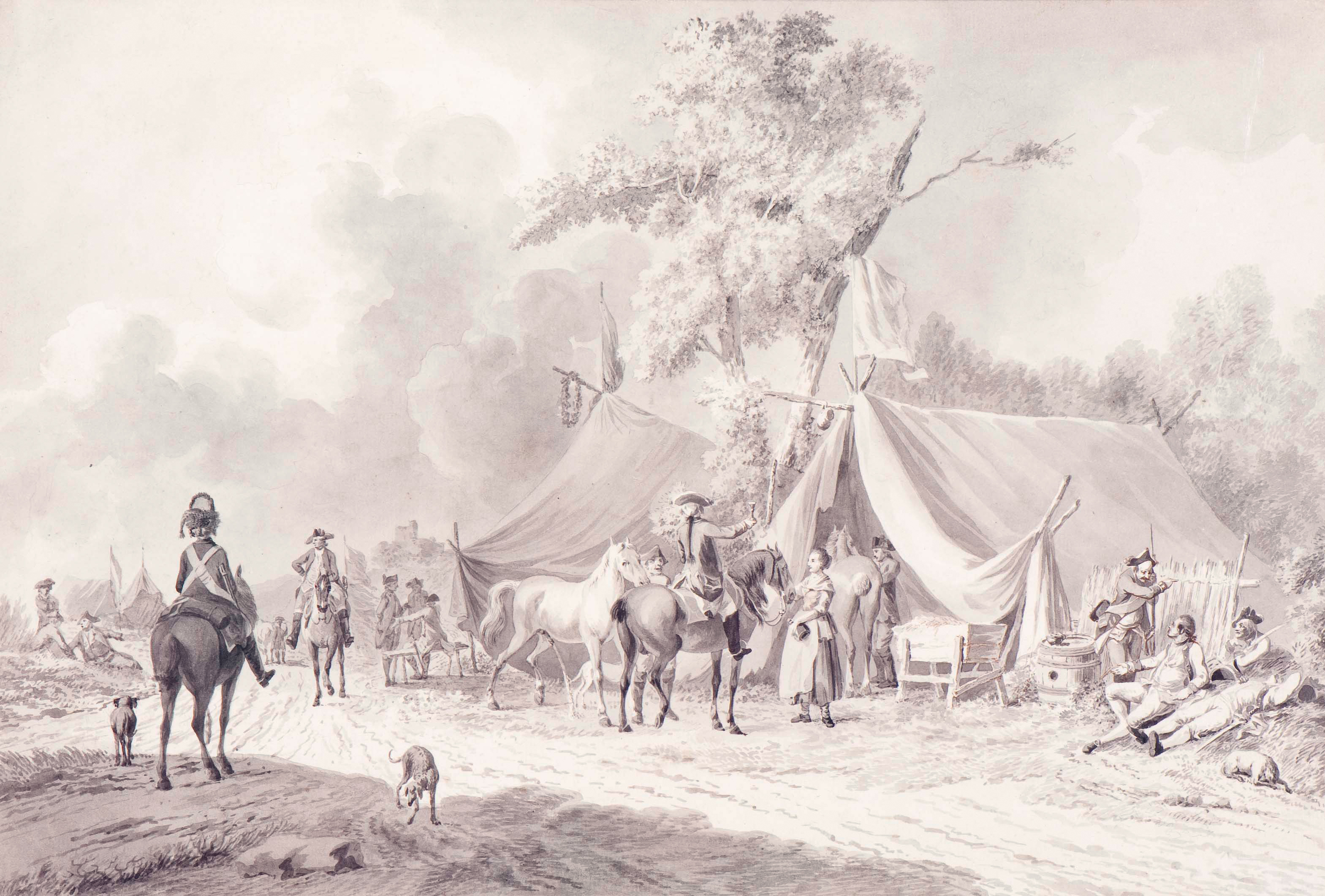
Vivac de la caballería francesa, obra de Dirk Langendijk

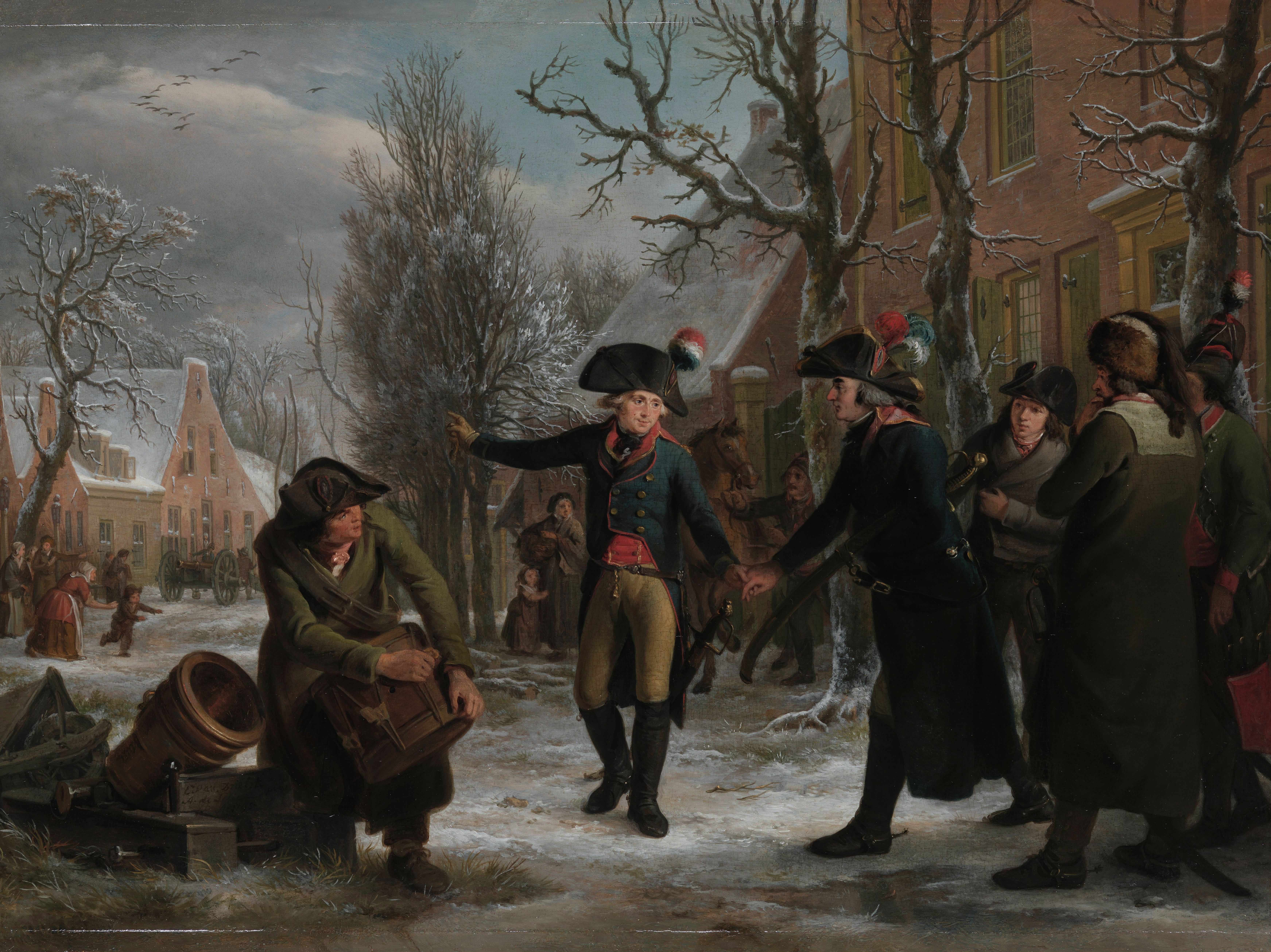
El general Herman Willem Daendels (centro) y el teniente coronel C. R. T. Krayenhoff, cronista de campaña, vistiendo uniforme republicano en enero de 1795

Entre treinta y treinta y cinco mil franco-bátavos se enfrentaron a entre treinta y cinco y cuarenta mil anglo-rusos durante la invasión de la república. En su Historia de la campaña de 1799 en Holanda, McCarthy calcula que las fuerzas republicanas contaban con treinta y tres mil hombres y las de la coalición con cuarenta y cuatro mil ciento veinte.
Hubo unos diez mil setecientos muertos y heridos franceses y holandeses en los combates, según los informes del general Krayenhoff y el autor de The Campaign in Holland, 1799 by a subaltern. Por lo tanto, esta cifra no incluye las bajas debidas a las enfermedades, las deserciones y otras circunstancias bélicas. Por su parte, la Coalición perdió nueve mil trescientos muertos, heridos y prisioneros en los combates, según los informes presentados por el general Abercromby y el duque de York después de cada batalla; nuevamente, este número no incluye las pérdidas causadas por enfermedades u otros motivos.

### Orden de batalla franco-bátavo
Las fuerzas franco-bátavas consistían en dos divisiones bátavas de diez mil hombres cada una, y un contingente francés de entre diez y quince mil hombres, según las fuentes.

### Orden de batalla anglo-ruso
La infantería británica estaba organizada en diez brigadas (incluyendo dos de guardias) articuladas en un ala derecha (cuatro brigadas, incluyendo dos Guardias), un centro (tres brigadas) y una ala izquierda. La vanguardia está constituida por un batallón compuesto de granaderos y otro de infantería ligera. La caballería la formaban los regimientos 7.º, 11.º, 15.º y 18.º de Dragones Ligeros, los primeros tres con cuatro escuadrones y el último solo dos. La artillería se componía de los regimientos 3.º y 4.º y de una compañía de artillería a caballo.

## Consecuencias de conflicto

### Lecciones bélicas de la campaña
A pesar de su corta duración, la campaña de Holanda permitió a los dos ejércitos aprender varias lecciones importantes.
El desarrollo de las diferentes batallas de la expedición anglo-rusa demostró tanto la importancia de las tácticas elaboradas como la del mando de los hombres en su puesta en práctica. Todas la ofensivas de la campaña las emprendió el ejército que contaba con ventaja numérica. Primero fueron los anglo-rusos después de su desembarco, luego los franco-bátavos en Krabbendam y por último de nuevo los invasores en Bergen y Alkmaar. La última batalla, la de Krabbendam, la disputaron los dos ejércitos con fuerzas casi iguales. En términos de maniobras militares, la lucha de Zyp del 10 de septiembre mostró que la máxima militar que aconsejaba no esperar el ataque del enemigo en las primeras líneas debía desecharse cuando se trataba de defender ciertas posiciones. El ataque de los anglo-rusos del 19 de septiembre, que por entonces gozaban de neta superioridad, y que se basaba en un plan complejo y atrevido, terminó en una derrota debido a la falta de disciplina de las tropas; pudo haber decidido la suerte de la campaña, pero únicamente fue la batalla más letal para los invasores. En la batalla del 2 de octubre, el duque de York siguió un plan de metas más limitadas e inmediatas, que se llevó a la práctica con habilidad y precisión. Finalmente, la batalla del 6 de octubre fue un ejemplo de una acción precipitada por un accidente en la que los contrincantes tuvieron por único propósito no ceder terreno; fue por ello una de los más feroces y sangrientas de la invasión.
Tras sus éxitos en varias campañas europeas antes de la holandesa, durante las cuales los soldados franquearon fácilmente anchos ríos, expugnaron recias fortalezas y cruzaron los Alpes, protegiendo el avance de la caballería y de la artillería, el ejército francés demostró que la naturaleza estaba perdiendo su importancia como barrera para frenar la marcha de los ejércitos y que el poderío estos se basaba principalmente en su tamaño y en el valor de sus generales. La tenacidad, perseverancia y determinación de los soldados fueron también una característica destacada de las guerras de la Revolución francesa. Por el contrario, la campaña de Holanda destacó la relevancia del terreno, que puede tener una influencia decisiva en el resultado de los combates. Si bien el carácter llano de los Países Bajos parecía idóneo para la guerra en planicies, no resultó así y resultó más favorable a la defensa que a los invasores. Así el general Brune fue vencido en la batalla del 10 de septiembre y luego lo fueron los anglo-rusos en los siguientes enfrentamientos después de la derrota de Bergen, además de ser incapaces de aprovechar la victoria de Alkmaar. Esta fue la causa principal que hizo que el duque de York se resignase a retirarse, al convencerse de que su ejército no podría vencer en un terreno tan áspero.

### Impacto del conflicto en la geopolítica europea

El Tratado de Lunéville, firmado en 1801, reconoció las conquistas territoriales francesas en el Sacro Imperio

La campaña de Holanda, que permitió a Francia conservar los territorios adquiridos como resultado de la Campaña de Flandes y que se produjo durante la Segunda Coalición, contribuyó en cierta medida a la evolución de las relaciones geopolíticas en el seno de Europa.
La firma del Tratado de Luneville entre Francia y Austria el 9 de febrero de 1801 tras las victorias de francesas en Marengo y Hohenlinden devolvió la paz al continente e hizo del Rin la frontera entre Francia y el Sacro Imperio Romano Germánico. Austria también reconoció la anexión de las provincias belgas y las repúblicas de Batavia y Suiza en el mismo tratado.
Un año después, el 25 de marzo de 1802, Francia, la República de Batavia, España y el Reino Unido suscribieron el Tratado de Amiens. El Reino Unido devolvió Ciudad del Cabo a la República de Batavia, pero conservó Ceilán; cedió Malta a la orden de los Caballeros de San Juan y devolvió Menorca a España, pero conservó la isla de la Trinidad. También prometió evacuar Egipto, pero no reconoció las anexiones francesas en el continente. La paz volvió a Europa tras diez años de guerra. Francia dominaba la Europa continental mientras que el Reino Unido continuó señoreando los mares.
La Paz de Amiens también permitió la liberación de varios oficiales británicos y bátavos, que habían sido capturados durante la invasión de los Países Bajos. Theodorus van Capellen y Aegidius van Braam, partidrios de los Orange, se negaron a regresar a Holanda, lo que hizo que fueran condenados por un tribunal militar holandés en 1803, acusados de deserción, dejación del deber y deslealtad. También fueron acusados de perjurio (por no respetar su juramento de lealtad). Como resultado, fueron expulsados de por vida de Holanda, bajo pena de muerte. Samuel Story fue juzgado en ausencia en los Países Bajos y prefirió exiliarse en Bremen en lugar de defenderse en su país de origen. Del lado británico, George Don, futuro general del ejército, pudo regresar a Gran Bretaña.
Después de la victoria, Francia pidió al Directorio de Batavia la cesión de la isla de Walcheren y el puerto de Flesinga, que controlan la desembocadura del Escalda y el acceso al puerto de Amberes. La instauración del Consulado tras el golpe de Estado de Napoleón Bonaparte —que, escaldado por las negociaciones prusianas, exigió de inmediato seis millones de florines y reemplazó al embajador Florent-Guiot por Sémonville por un lado y a Brune por Augereau por otro— afianzó el dominio francés sobre la República de Batavia. Antes de la desaparición de la República de Batavia en 1806, transformada en Reino de Holanda con Luis Bonaparte como soberano, los franceses impusieron dos cambios de régimen en 1801 y 1805. Holanda finalmente fue anexada por Francia en 1810 y dividida en departamentos.

### Revés parcial británico
Los términos de la capitulación fueron favorables a los británicos y sus aliados rusos, que pudieron retirar sus tropas sin impedimentos y emplearlas luego en otros frentes. Los primeros informes británicos sobre la conducta de las tropas rusas fueron muy negativos, lo que llevó al zar Pablo I a deshonrarlas. Sin embargo, el duque de York los consideró demasiado severos y envió una carta al zar para exonerar a varios regimientos rusos.
El Parlamento británico y la opinión pública al principio se mostraron satisfechos con la actuación de las tropas británicas. El almirante Mitchell y el general Abercromby recibieron el agradecimiento del Parlamento, y la ciudad de Londres los galardonó con espadas de gala por valor de cien guineas. Mitchell también fue nombrado caballero de la Orden del Baño. Sin embargo, una vez que la derrota de la expedición se hizo más obvia y sus costos quedaron al descubierto, la opinión pública se volvió más desfavorable. El jefe de la oposición parlamentaria, Richard Brinsley Sheridan, criticó duramente al Gobierno en un discurso el 9 de febrero de 1800, en la Cámara de los Comunes.Anonyme, 1861, p. 70

### Grandes pérdidas para la República Bátava
Las pérdidas materiales de la República Bátava durante el conflicto fueron sustanciales. La Marina perdió dieciséis navíos de línea, cinco fragatas, tres corbetas y un bergantín de un total de cincuenta y cinco barcos. La rendición fue aceptada por los británicos en nombre del estatúder por razones diplomáticas, pero luego la Marina británica le «compró» muchos buques.
Los neerlandeses establecieron varias líneas defensivas en la Holanda septentrional en los años que siguieron a la campaña, sobre todo para proteger Ámsterdam. El rey Guillermo I y decidió desarrollar la «nueva línea de agua holandesa» en 1815, siguiendo el consejo de Krayenhoff. Los Países Bajos, sin embargo, volvieron a ser objeto de un nuevo intento de invasión en 1809 durante la expedición de Walcheren, esta vez por Zelanda. El ataque más importante de ese año fue el que emprendieron cerca de cuarenta soldados y seis mil caballos con artillería que cruzaron el mar del Norte para asaltar la base naval de Amberes, controlada por el Imperio francés, y con ello distraer a las fuerzas francesas tras la derrota de los austriacos en Wagram. La operación resultó nuevo fracaso del Reino Unido y sus aliados.